# Доки світло не згасне назавжди
«Доки світло не згасне назавжди» — науково-фантастичний роман та соціальна драма з елементами містики українського письменника Макса Кідрука. Це наполовину наукова фантастика, яка має під собою доволі жорстке наукове підґрунтя, та наполовину — соціальна драма. Роман має оригінальний сюжет, що структурно подібний та в окремих сценах перетинається з іншим науково-фантастично-містичним романом «Не озирайся і мовчи». Книга про життя старшокласниці Рути та її сестри Індії, про сни, про реальність, про зміну минулого.
Роман потрапив у довгий список Книга року BBC-2019. Виданий та презентований 10 вересня 2019 року в Києві. Наклад першого видання — 12 000 примірників, надрукований у видавництві КСД.
Окрім книги, в доповнення був створений застосунок для Android та IOS.
Проведено промотур по всій Україні, від Шостки до Одеси, від Ужгорода до Щастя.

## Сюжет
«Ніякі жертви не варті спроб виправити минуле, адже безжальний світ завжди знайде спосіб примусити за них розплачуватись».
Сестри Рута та Індія, попри незвичні імена, проживають цілком буденні життя: Індія вчиться в Тернополі на лікаря, а Рута закінчує 11 клас. Все змінюється, коли хлопець Рути збиває нареченого Індії. Після трагедії сестри звинувачують одна одну в скоєному. Через постійний стрес Рута намагається вчинити самогубство, але її вчасно рятує вчителька біології. Тоді головну героїню везуть до реанімації, де вона швидко одужує. Коли, здавалося б, із конфлікту вже не виплутатися, Рута виявляє, що здатна впливати на реальність у снах. Невдовзі в її сновидіннях з'являються химерні тіні, і що ближче вони підступають, то дужче мерхне світло довкола дівчини. В одному зі своїх снів Рута опиняється в покинутому місті, де за нею полюють сновиди — темні люди з білими очима. Також вона зустрічає Марка Грозана, який потрапив до потойбіччя. Знехтувавши порадами Марка, вона повертає до життя нареченого Індії у снах. Тим часом учителька біології Рути, скоївши напад на свого чоловіка, помирає в слідчому ізоляторі. Рута змушує Тимофія Русецького видалити блакитну пляму зі свого мозку й таким чином вижити, Тимофій успішно проводить операцію. Роман завершується тим, що Рута впадає після операції в сонний параліч.

## Застосунок
Уперше на українському ринку дорослої літератури до книги Макса Кідрука було створено безплатний застосунок для пристроїв з операційними системами Android та IOS. Це експериментальний комерційний проєкт, задля збільшення продажів книги. У разі окупності проєкту застосунок можна буде надалі доповнювати та розширювати для інших книг. Мета застосунку — залучити до читання ту молодь, яка не читає взагалі.
Застосунок працює в режимі доповненої реальності. Анімує обкладинку, надає додаткові дані на основі спеціальних малюнків у тексті книги. З-поміж них фото, карти та аерознімки локацій у Рівному, де відбуваються окремі сцени сюжету, додаткові історії — короткі оповідання, що глибше розкривають світ книги та доповнюють сюжет, також є щоденник однієї з героїнь.
Через Фейсбук-акаунт можна поспілкуватися з чат-ботом від імені Марка Грозана, який є одним із другорядних героїв книги та головним персонажем однієї з попередніх книг автора «Не озирайся і мовчи».